# 阿夫里奥·密契森
阿夫里奥·密契森（英語：Avrion Mitchison，1928年5月5日—2022年12月28日）是一位英国动物学家和免疫学家，英国免疫学会的创始人之一，1967年当选皇家学会会士，1970年至1991年间任伦敦大学学院的乔德雷尔动物学和比较解剖学教授，1989至1992年间任伦敦动物学会主席。

## 个人生活
阿夫里奥·密契森的父亲是英國工黨政治家狄克·密契森，母亲是作家内奥米·密契森，母亲娘家姓“霍尔丹”，舅舅是遗传和进化生物学家J·B·S·霍尔丹，外祖父是生理学家约翰·斯科特·霍尔丹。他的长兄是细菌学家丹尼斯·密契森，次兄是动物学家默多克·密契森。他娶了陆军少将J·S·S·马丁的女儿洛娜·玛格丽特·马丁，育有五个子女，包括细胞生物学家蒂姆·密契森和汉娜·M·密契森。